# Aberdowscy
Aberdowscy – polska rodzina szlachecka. Adam Boniecki i Seweryn Uruski nie podają, jakim herbem pieczętował się ten ród.
W 1724 Antoni Aberdowski, chorąży gwardii królewskiej, wpisał do ksiąg hipotecznych (oblatował) testament swojego ojca Wojciecha.